# Edipo re (Stanford)
Edipo re (Oedipus Tyrannus) è una composizione musicale di Sir Charles Villiers Stanford, concepita per essere eseguita come musiche di scena per l'Edipo re di Sofocle. La prima rappresentazione ebbe luogo nel 1887.
Come l'intera produzione musicale di Stanford anche quest'opera, classificata come opus 29 nella sua produzione, è al centro di osservazioni da parte dei critici per l'abitudine dell'autore di riutilizzare brani di sue opere precedenti in altri lavori, in una sorta di autoplagio.
Da questa opera sono, infatti, stati ripresi due pezzi nella sua "Quarta sinfonia" (opera 31) dell'anno successivo: in una prima versione dell'opera 31 era infatti inserito - nell'ambito del secondo movimento - un intermezzo ripreso dall'opera 29, ed inoltre, nell'esecuzione - risalente al 1889 - della prima di tale opera (da parte della Filarmonica di Berlino) era inserito anche il preludio dell'Oedipus Tyrannus.
La disputa fra i critici relativa al riutilizzo dei medesimi brani in opere diverse di Stanford verte su due ipotesi: da un lato la necessità di produrre per tempo le opere commissionate o, in antitesi, la visione dell'autore che considerava come un unicum la sua produzione musicale.